# Autobiografía de Rojo
Autobiografía de Rojo (título original: Autobiography of Red) es una novela en verso de la escritora canadiense Anne Carson, publicada en 1998 por la editorial Alfred A. Knopf. La obra reimagina la trama del poema fragmentario Gerioneida, del autor griego Estesícoro, donde se cuenta el episodio de la vida de Heracles en el que mata al monstruo rojo y alado conocido como Gerión para robar su ganado. En la novela, Carson imagina a Gerión como un adolescente gay con alas que vive en la época actual y que se enamora de un muchacho rebelde llamado Heracles, quien le rompe el corazón.
La novela es considerada una de las mejores obras de Carson y fue la que llevó su nombre a la fama. Es considerada además una de las caracterizaciones más complejas de un personaje LGBT en la literatura anglosajona contemporánea. Entre los temas principales que aborda se encuentra el amor perdido, la imagen del artista como un ser monstruoso y el rol de las traducciones.
En 2013, Carson publicó una secuela de la obra titulada Red Doc> en la que continúa la historia de Gerión y Heracles, y emplea un estilo poético similar.

## Argumento
Gerión es un niño pequeño (y a la vez un monstruo rojo y alado) que vive en una isla del Atlántico con su familia. A corta edad, su hermano mayor empieza a abusar sexualmente de él, lo que lleva a Gerión a empezar a escribir una autobiografía. Cuando alcanza los 14 años conoce a un muchacho dos años mayor que él llamado Heracles, del que queda profundamente enamorado. Heracles y Gerión inician una relación amorosa y tiempo después viajan a Hades, el pueblo natal de Heracles, que quedaba al otro lado de la isla. Allí se hospedan con la abuela de Heracles, quien les muestra una fotografía de un volcán que había erupcionado en 1923 y destruido el pueblo. Días después, Heracles termina la relación con Gerión y lo envía de regreso a casa, lo que le deja devastado.
Cuando alcanza los 22 años, Gerión realiza un viaje a Buenos Aires, donde asiste a un congreso de filosofía y visita un bar de tango. Al día siguiente se topa de casualidad con Heracles, quien había venido a Buenos Aires junto con Ancash, su nuevo novio, con el objetivo de grabar sonidos de volcanes para un documental sobre Emily Dickinson. Gerión ve renacer los sentimientos que tenía por Heracles y se siente celoso de Ancash. Días después, los tres se reúnen y, luego de que Heracles roba un tigre de madera de un carrusel, acuerdan viajar juntos a Perú, el país natal de Ancash. Durante el trayecto en avión, Gerión recuesta su cabeza en el hombro de Heracles, quien disimuladamente empieza a masturbarlo, todo mientras Ancash dormía.
Una vez que llegan a Lima pasan la noche con la madre de Ancash, quien era originaria de Huaraz. Ancash descubre las alas de Gerión y queda sorprendido por ellas. Luego le cuenta la leyenda de los «Yazcol Yazcamac», hombres que eran tirados a un volcán en un pueblo llamado Jucu, al norte de Huaraz, y que resurgían con la piel roja y con alas al dejar atrás sus debilidades y su mortalidad. Al día siguiente deciden viajar a Huaraz. Una noche durante el trayecto, Gerión y Heracles tienen relaciones sexuales, pero Gerión llora al entender que Heracles no era el mismo que había amado en su adolescencia. A la mañana siguiente, Ancash golpea a Gerión y le pregunta si aún amaba a Heracles, a lo que él responde que amaba al Heracles del pasado. Luego de que Ancash le pide verlo volar, Gerión toma su grabadora en la madrugada y vuela hasta el volcán de Jucu mientras graba sus sonidos. En el último capítulo de la novela, Gerión, Heracles y Ancash recorren las calles de Jucu y observan el fuego del volcán.

## Personajes principales

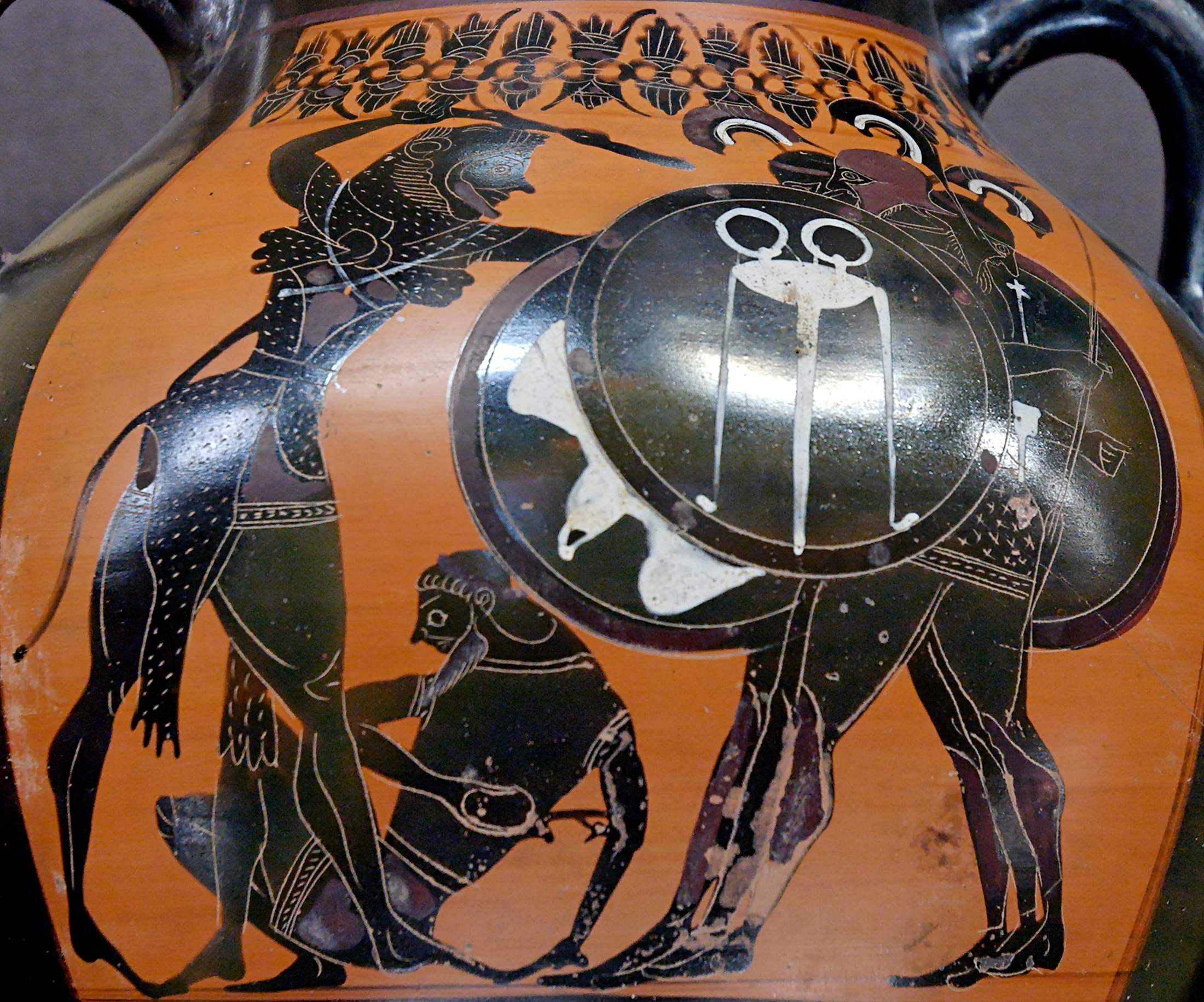
Heracles luchando contra Gerión. Ánfora ática, ca. 540 a. C.

- Gerión: es el protagonista de la historia, un adolescente gay con alas, de carácter tímido y melancólico.[3][2] Desde corta edad siente una propensión hacia el arte, primero al escribir una autobiografía en que imagina su muerte en una forma similar al mito griego original, más adelante por medio de la fotografía.[17] Cuando conoce a Heracles se enamora intensamente de él. A diferencia del asesinato literal que transcurre en el mito griego, el Gerión de la novela tiene una muerte metafórica, que ocurre cuando Heracles le rompe el corazón.[3][2] Durante los años siguientes a su decepción amorosa vive deprimido y encuentra un escape en la fotografía, hasta que más tarde se reencuentra con Heracles. Para evitar que la gente vea sus alas las esconde bajo su chaqueta,[18] pero más tarde le revelan que las personas rojas y aladas eran quienes habían sobrevivido al fuego de los volcanes.[17]

- Heracles: es un muchacho rebelde, corpulento, egoísta y carismático,[2][6] dos años mayor que Gerión y que se describe a sí mismo como «alguien que nunca se sentirá satisfecho». Se conocen en el capítulo siete, cuando Heracles tenía dieciséis años y llega en un bus proveniente de Nuevo México. Pronto se convierten en amantes y Heracles toma el papel más sexual y dominante en la relación. Luego de un viaje a casa de su abuela, Heracles termina con Gerión y lo envía de regreso a casa.[10] Años después se reencuentran en Buenos Aires, donde Heracles había ido con su nuevo novio, Ancash.[17]

- Ancash: es el nuevo novio de Heracles, de origen peruano. Conoce a Gerión durante su estadía en Buenos Aires con Heracles; luego los tres deciden viajar a Perú.[17] Ancash es el único personaje que habla sobre las alas de Gerión y al descubrirlas revela que Gerión pertenecía a una raza de hombres sagrados conocidos como «Yazcol Yazcamac».[19] Cuando se entera de que Gerión había tenido relaciones sexuales con Heracles, lo golpea, pero luego conversan y cuando Gerión admite que a quien amaba era al Heracles del pasado, Ancash le dice que deseaba verlo usar sus alas.[20]

- Hermano de Gerión: desde que son niños maltrata a Gerión, lo llama estúpido y se niega a llevarlo a su salón de clases en la escuela. Una noche en que Gerión se queda a dormir en su cuarto abusa sexualmente de él, situación que se repite por mucho tiempo y en la que su hermano le da canicas a Gerión como forma de compensación. Años después entra a trabajar como comentarista deportivo en una radio.[21] En la genealogía mitológica griega, tal y como está narrada en la Teogonía de Hesíodo, Gerión no tiene un hermano, pero sí una hermana, Equidna, madre de algunos de los monstruos más famosos de la mitología.[22]

## Composición

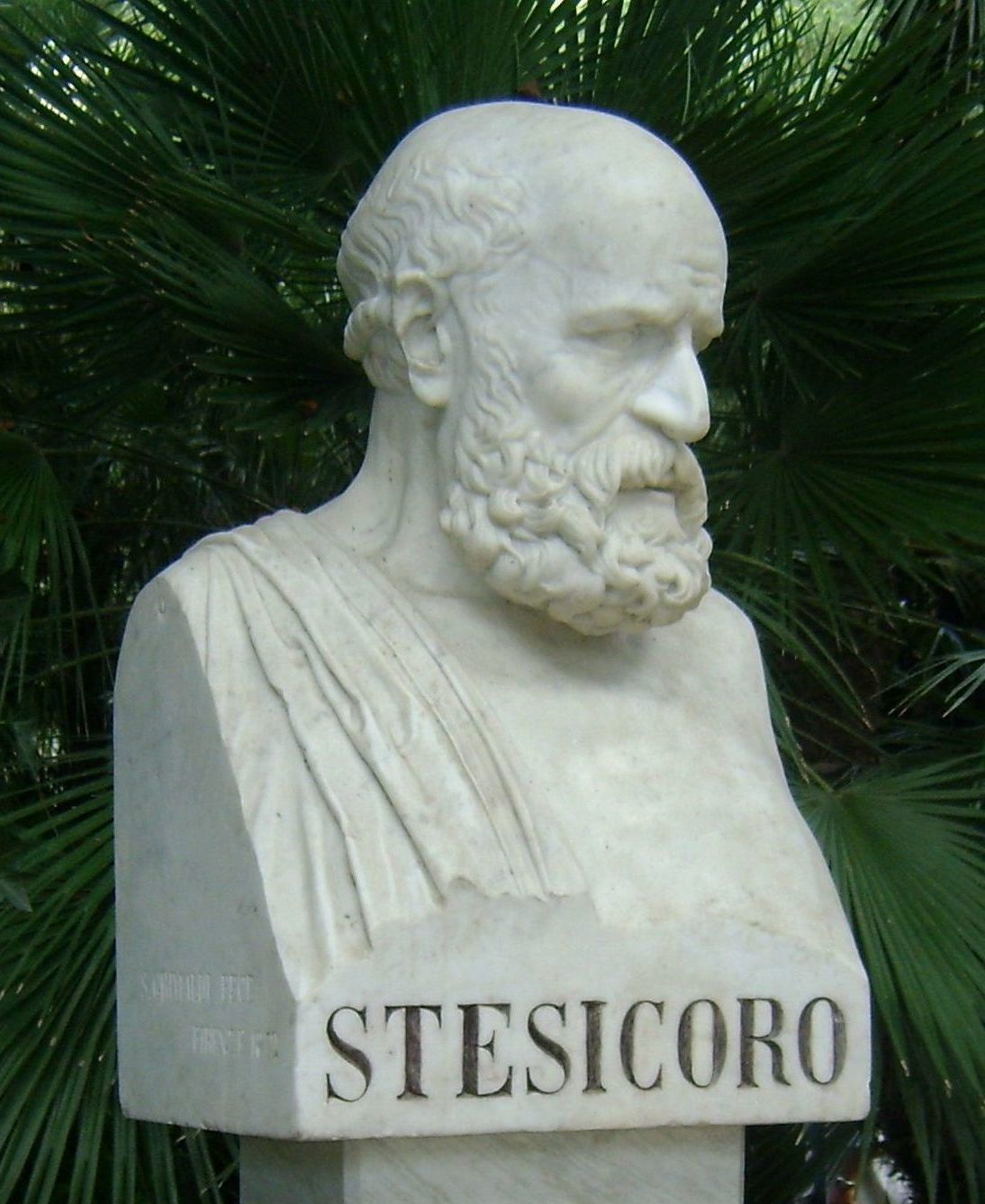
Busto del poeta griego Estesícoro, autor de la Gerioneida.

La idea original de la obra nació a partir del interés que generaba en Carson la historia de Gerión en la Gerioneida de Estesícoro, en particular la monstruosidad del personaje. Carson empezó a traducir por placer los fragmentos sobrevivientes del poema, pero se sintió frustrada al no poder transmitir los aspectos que más la atraían de la historia, tanto por las limitaciones propias de una traducción del griego al inglés como por la falta de contexto que creaba la fragmentariedad de la obra. Esto la llevó a decidirse por reescribir el mito en forma de novela. Las primeras versiones de la obra estaban escritas por completo en prosa, pero un día empezó a experimentar un poco con la forma y probó una alternancia de versos largos y cortos, que finalmente adoptó para la versión final.
De acuerdo a Carson, decidió convertir a Gerión y a Heracles en amantes por el interés que le producía la forma en que distintas referencias homoeróticas están incorporadas en obras griegas clásicas, como la Ilíada.

## Estructura y estilo
La obra se encuentra dividida en siete partes: dos introducciones, tres apéndices, la novela propiamente dicha y un epílogo. Las introducciones llevan el nombre de «Carne roja». La primera de ellas habla sobre la naturaleza de los adjetivos y la inclinación de Estesícoro por centrarse en la interioridad de los personajes, propensión que Carson apoya y que, de acuerdo a ella, lo diferencia de los relatos épicos de Homero. La segunda introducción reúne los fragmentos que han sobrevivido de la Gerioneida, traducidos y ordenados por la autora. En los tres apéndices, Carson trata con un tono que parodia el discurso académico la ceguera de Estesícoro, supuestamente provocada por Helena de Troya, y los intentos del poeta por expiarse. El epílogo, por su lado, muestra una entrevista ficticia de Carson a Estesícoro.
La sección que encompasa la novela, titulada «Autobiografía de Rojo: Un romance», cuenta con alrededor de 13 000 versos divididos en 47 capítulos, con una extensión de entre una a siete páginas cada uno, y narra la historia en tercera persona de forma cronológica. Los capítulos cuentan con nombres cortos, muchas veces de una sola palabra, y están escritos en un estilo narrativo lírico en que se alternan versos largos y cortos sin rimas. De acuerdo a la poeta Elizabeth Macklin, los versos le dan al texto una especie de puntuación suplementaria y ayudan a generar énfasis.
Seis de los últimos siete capítulos de la obra incluyen la palabra «Fotografías» en su título y describen fotos incluidas en la autobiografía de Gerión. La excepción es el capítulo final, que lleva por título «Los destellos en que un hombre se posee a sí mismo».

## Temas centrales

### Monstruosidad de Gerión

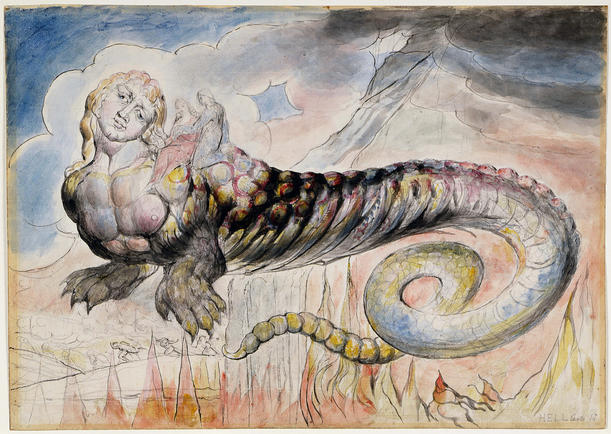
Dibujo de Gerión de William Blake (1824), basado en la descripción de Dante en la Divina comedia.

Autobiografía de Rojo es una novela de aprendizaje que explora la infancia y juventud de Gerión, quien es descrito como un monstruo rojo con alas, y sus emociones al verse rechazado por los demás debido a sus características monstruosas. La humanización de Gerión por parte de Carson se enmarca en una tendencia de los últimos siglos en la literatura que ha buscado revalorizar el papel del «monstruo» más allá de su rol tradicional como obstáculo de una figura heroica. El caso de Gerión es notable porque el propio Estesícoro ya había hecho un primer esfuerzo por humanizar su figura al contar los hechos desde su perspectiva en la Gerioneida. La representación ambivalente de Gerión es justamente la razón por la que figuras como Dante Alighieri lo han mostrado como la «personificación del embuste», con un cuerpo en que se mezclaban partes humanas y partes animales.
En la novela, Carson va más allá que Estesícoro y revierte por completo los roles de protagonista y antagonista de Heracles y Gerión al mostrar a este último como víctima de violencia a pesar de su identidad como monstruo.
Una de las primeras características del protagonista que se revelan en el texto señala que: «Gerión era un monstruo todo en él era rojo». La importancia del color rojo en la obra radica en su carácter de metáfora de la monstruosidad de Gerión, principal característica que lo lleva a ser rechazado. El significado exacto del rojo ha sido explorado por varios académicos. Entre las interpretaciones sobre lo que simboliza en Gerión están: su interioridad, su creatividad y su fuerza interna. De acuerdo a la catedrática Dina Georgi, las alas de Gerión, por su lado, representan la marca física de todo aquello que lo hace sentir vulnerable y diferente de los demás, particularmente su homosexualidad. Esto se ve reflejado en la obra en sus intentos por ocultar sus alas del resto de personas, ante el miedo de que su presencia despierte odio y rechazo.
Un punto importante de señalar es que, a pesar de que durante casi todo el libro las alas y el color rojo de Gerión no son mencionados por ningún otro personaje, su presencia es literal y no metáforica. Aunque la falta de menciones podría ser explicada por los intentos de Gerión de esconder sus alas debajo de chaquetas, resulta peculiar que ni siquiera Heracles las mencione en momentos en que su presencia resultaría obvia, como cuando tenían relaciones sexuales. No obstante, las alas posteriormente provocan una reacción bastante realista cuando son vistas por Ancash, el nuevo novio de Heracles. Además, casi al final de la obra, Gerión utiliza una vez sus alas para volar.
Regresando a Gerión, Carson es explícita al narrar cómo sus características monstruosas, en lugar de ser una señal de su peligrosidad, son las marcas que lo llevan a ser excluido. Desde niño, Gerión se siente marginado por el resto de sus compañeros de escuela y es maltratado por su hermano, lo que lo lleva a aislarse del exterior. Cuando su hermano empieza a abusar sexualmente de él, uno de las tácticas que usa para que guarde silencio es amenazarlo con contar en casa cómo a «nadie [le] agrada en la escuela».
Los cuestionamientos constantes que se hace Gerión lo llevan posteriormente a preguntarse: «¿Quién puede culpar a un monstruo por ser rojo?», como una declaración de rechazo a la narrativa clásica del papel del monstruo y que Gerión se niega a personificar. Al final de la novela, Gerión finalmente se libera de las ataduras que le imponía su monstruosidad sin tener que rechazar esta parte de su identidad, sino aceptándola como una parte integral de sí mismo de la que no tiene por qué avergonzarse ni sentirse culpable. Una vez que descubre su relación con los «Yazcol Yazcamac», Gerión vuela al cráter de un volcán y emerge como una figura heroica, aún con sus características que lo definían como monstruo, pero habiendo dejado atrás sus inseguridades.

### El arte como medio de supervivencia
Al considerar los abusos que Gerión sufre de niño y el dolor ante la ruptura amorosa con Heracles, la novela también puede ser interpretada como una historia de supervivencia al trauma por medio del arte. Desde corta edad, Gerión se desenvuelve en un ambiente en el que las relaciones de poder desiguales se enlazan con el deseo sexual. Esto ocurre en su relación con Heracles, pero mucho antes de eso también con su hermano mayor, quien desde el inicio de la obra lo maltrata y ejerce el papel dominante en sus interacciones. Esto deviene más tarde en el abuso sexual que sufre Gerión a manos de su hermano, basado en una «economía de sexo» a cambio de canicas. La diferencia entre la posición de poder de ambos se ejemplifica cuando su hermano le pregunta por su arma favorita, a lo que Gerión responde que una jaula. La respuesta es ridiculizada por su hermano, dado que, desde su posición dominante, toda arma debía cumplir un rol activo y no podía concebir que para Gerión la mejor arma fuera algo para protegerse.
El abuso sexual también lleva a Gerión a ver su interioridad propia como el único refugio que lo aleja de los abusos de su hermano. Este escape en busca de seguridad se manifiesta por medio de la escritura de su autobiografía, donde decide escribir «todas las cosas interiores» y «omitir todas las cosas exteriores». También intenta expresarse por medio de una escultura de sí mismo en que adhiere un cigarrillo y un billete de diez dólares a un tomate, objeto marcadamente rojo y carente de agencia. De acuerdo al catedrático Geordie Miller, este billete representa un intento de Gerión por comunicarle a su madre el abuso al que era sometido, dado que al día siguiente de la primera vez en que su hermano lo violó, le dio un billete de un dólar como forma de compensación.
Cuando su profesora lo obliga a cambiar el final trágico de su autobiografía, Gerión imagina un mundo donde «hermosas brisas rojas soplaban de mano a mano». Esta imagen representa la idea de un Gerión liberado que pudiera transitar por el mundo sin que su individualidad fuera una característica que generara rechazo. De acuerdo a Miller, la exigencia de cambiar su texto por una figura de autoridad genera un eco con la palinodia escrita por el propio Estesícoro para supuestamente acallar la ira de Helena de Troya.
La evolución artística de Gerión posteriormente toma un nuevo rumbo. Cuando el lenguaje se vuelve insuficiente para expresar su experiencia, decide empezar a tomar fotos. La fascinación de Gerión por la fotografía nace cuando la abuela de Heracles le muestra una foto titulada «Paciencia Roja», que mostraba la erupción de un volcán capturada en base a una exposición de quince minutos. Para el momento en que Heracles termina la relación con Gerión, la autobiografía que llevaba escribiendo desde niño se había transformado en un «ensayo fotográfico». Por medio de la fotografía, Gerión intenta capturar fragmentos de su propia identidad que no podían ser expresados en las entradas escritas de su autobiografía. Un ejemplo de ello es la fotografía que titula «Celoso de mis pequeñas sensaciones», que muestra a un conejo rojo atado con un lazo blanco mientras reía. De acuerdo a la catedrática Rachell Mindell, la emoción expresada en la foto nace ante la vulnerabilidad que siente en su relación con Heracles, que está pronta a finalizar, además de la visión propia que tiene Gerión sobre sí mismo, expresada en un animal atado. La depresión ante la separación la expresa más tarde en otra fotografía, titulada «Si duerme le irá bien».

### Relación con Heracles y ruptura amorosa

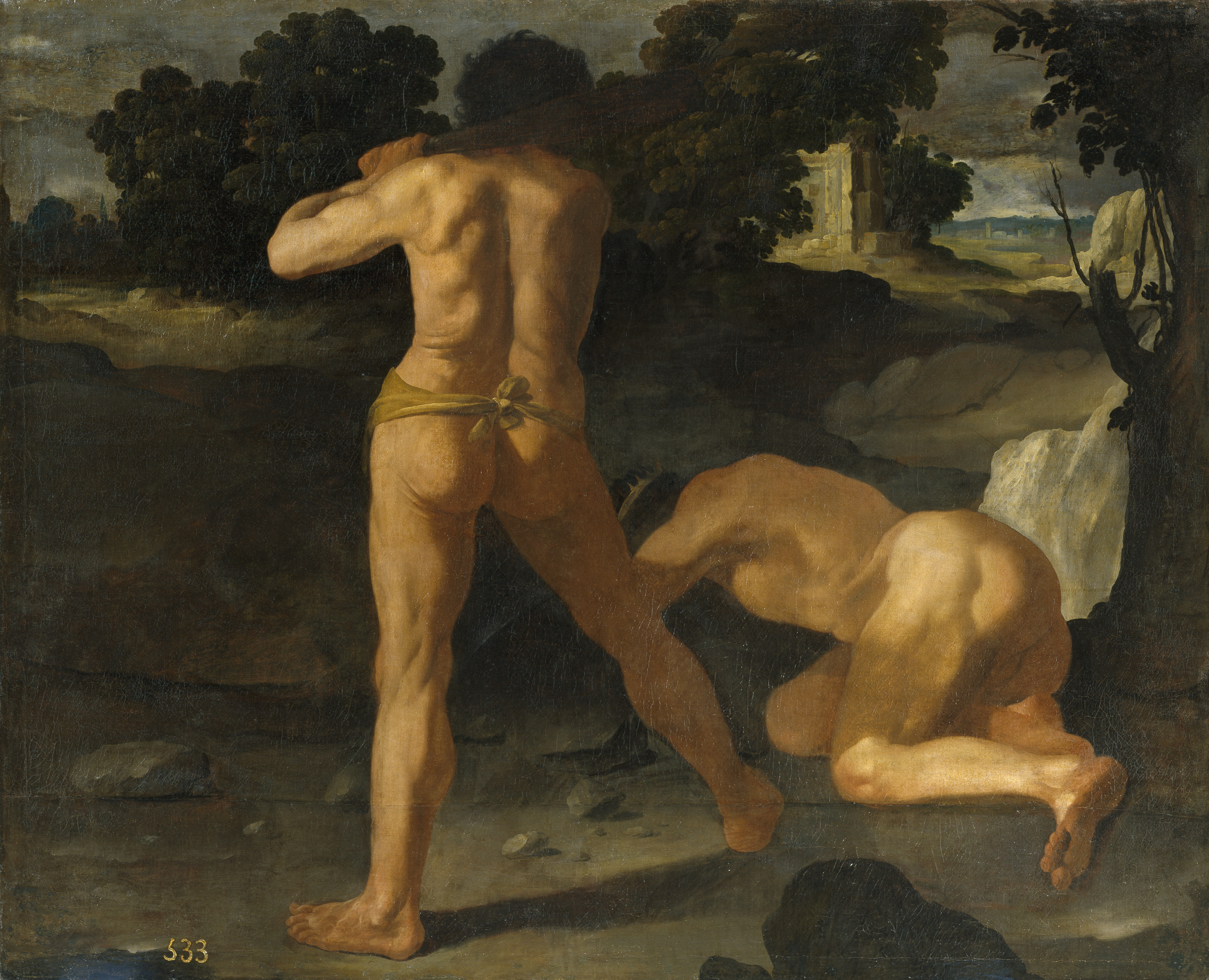
Hércules vence al rey Gerión, óleo de Francisco de Zurbarán (1634).

Otras temáticas centrales que destacan en Autobiografía de Rojo son el deseo erótico, el amor romántico y el dolor por el abandono ante una ruptura amorosa. Estas han sido obsesiones de Carson a lo largo de su carrera literaria, con el interés por las relaciones amorosas presente desde su obra Eros dulce y amargo (1986), donde habla de la poesía romántica griega con base en su tesis doctoral en estudios clásicos. El cambio de enfoque hacia la exploración del dolor tras una ruptura amorosa ocurrió en 1995 en sus poemas La antropología del agua y El ensayo de cristal, que pueden considerarse antepasados directos de Autobiografía de Rojo. En el caso de La antropología de agua, además de la temática de separación amorosa, otras similitudes con la obra son: el empleo de un estilo similar, el uso del lenguaje e incluso la incorporación de una sucesión de fotografías.
El momento en que Gerión conoce a Heracles es descrito con una gran intensidad poética para marcar el impacto que el hecho tiene en la vida del protagonista. «Eran dos anguilas superiores en el fondo del tanque y se reconocían como si fueran letras cursivas», escribe Carson sobre el enamoramiento de Gerión. El hecho también marca un quiebre en sus interacciones familiares, ya que el papel que antes tenía su madre en su vida pasa por completo a ser ocupado por Heracles, dinámica narrada en un capítulo que apropiadamente lleva el título de «Cambio». En general, el amor lleva a Gerión a aislarse más y a entregarse por completo a la relación.
Heracles, por su lado, se muestra como un muchacho activo y descomplicado que solo busca divertirse y obtener placer. En este sentido posee algunas similitudes con el hermano de Gerión y su relación podría entenderse como una transferencia de esa antigua dinámica de subyugación. Heracles incluso se describe en una ocasión a sí mismo como «domador de monstruos», en referencia a Gerión. Otro aspecto de la relación es que Heracles nunca corresponde el mismo nivel de amor que Gerión siente por él y en varias ocasiones lo amonesta por su sensibilidad. «Odio cuando lloras... ¿No puedes simplemente follar y no pensar?», le reclama durante una noche. En un sentido más fundamental, Heracles y Gerión conciben dos formas distintas de entender una relación. Mientras Gerión busca ser dominado y persuadido, Heracles ve el amor como una aventura que debe conquistar.
La incapacidad de Heracles de entender la perspectiva de Gerión es expresada en su fracaso de verlo tal y como es, pues, aunque desde el principio de la novela el color rojo ha representado la interioridad de Gerión, Heracles imagina en sus sueños a Gerión como amarillo. No obstante, Heracles no es el único que se engaña a sí mismo, pues aún cuando se vuelve claro que la relación de ambos está por terminar, Gerión se rehúsa a aceptarlo. Esto se ve reflejado en una conversación en que Heracles le señala que las estrellas que veía en el cielo ya estaban muertas y que lo que veía tan solo eran «memorias». Sin embargo, Gerión se niega a reconocerlo y prefiere vivir en la memoria del amor entre los dos en lugar de aceptar la separación.
Al momento de terminar la relación con Gerión, Heracles le afirma que lo hacía porque eran «verdaderos amigos» y que por ello quería «verlo libre», a lo que Gerión le responde en su mente «No quiero estar libre quiero estar contigo», como rechazo a la actitud de Heracles de negarse a reconocer su dolor. Más allá de eso, el rechazo de Gerión a la idea de buscar libertad y su preferencia por verse a sí mismo como un recluido reciben varias referencias en la novela como parte de su caracterización durante la infancia y adolescencia. Además de la referencia a la «jaula» cuando su hermano le pregunta sobre su arma favorita y de la foto del conejo rojo amarrado por un lazo blanco, varias descripciones sobre su estado emocional hablan de sentirse «embalado en sí mismo» o como una «caja cerrada con llave». El propio Heracles le dice en una ocasión, antes de que hubieran terminado, que le deprimía el hecho de que todos sus dibujos fueran sobre captividad, luego de que Gerión escribiera un grafiti que decía «ESCLAVODEAMOR».
El abandono de Heracles deja devastado a Gerión durante años y lo sume en un duelo por su amor perdido del que no intenta salir, sino que busca en su interioridad un escape mientras el dolor continúa consumiéndolo. La fotografía vuelve a ser el método en el que expresa sus emociones, en este caso a través de una toma de quince minutos de exposición de una mosca ahogándose en una cubeta de lluvia y que titula «Si duerme le irá bien». La elección de la mosca es importante porque poco antes Gerión se había descrito a sí mismo como un ser «tan débil como una mosca». Sin embargo, a pesar del dolor que siente, la separación le da la oportunidad a Gerión de sentirse en paz y posteriormente halla en su autobiografía una razón para continuar.
Años después, cuando vuelve a encontrarse con Heracles en Buenos Aires, Gerión siente su deseo por él despertar. Sin embargo, cuando posteriormente tienen relaciones sexuales, Gerión empieza a llorar mientras se imagina diciéndole: «Hace mucho tiempo te amé, ahora ya no sé quién eres» y medita sobre cómo dos personas pueden estar juntas, pero a la vez sentirse separadas. La realización de Gerión radica en que finalmente entiende que el amor que sentía no podía sobrevivir indefinidamente ni evitar que Heracles dejara de representar la idealización adolescente que existía en su mente. En un sentido profundo, Gerión entiende que él y Heracles nunca habían sido compatibles ni habrían podido formar la clase de unión con la que Gerión soñaba. Cuando Ancash le reclama a Gerión por haber tenido sexo con Heracles y le pregunta si aún lo amaba, Gerión refuerza esta realización al confesar que «En mis sueños lo amo (...) sueños de días pasados». Esto le permite a Gerión finalmente dejar a Heracles atrás.

### El volcán como catalista de la madurez

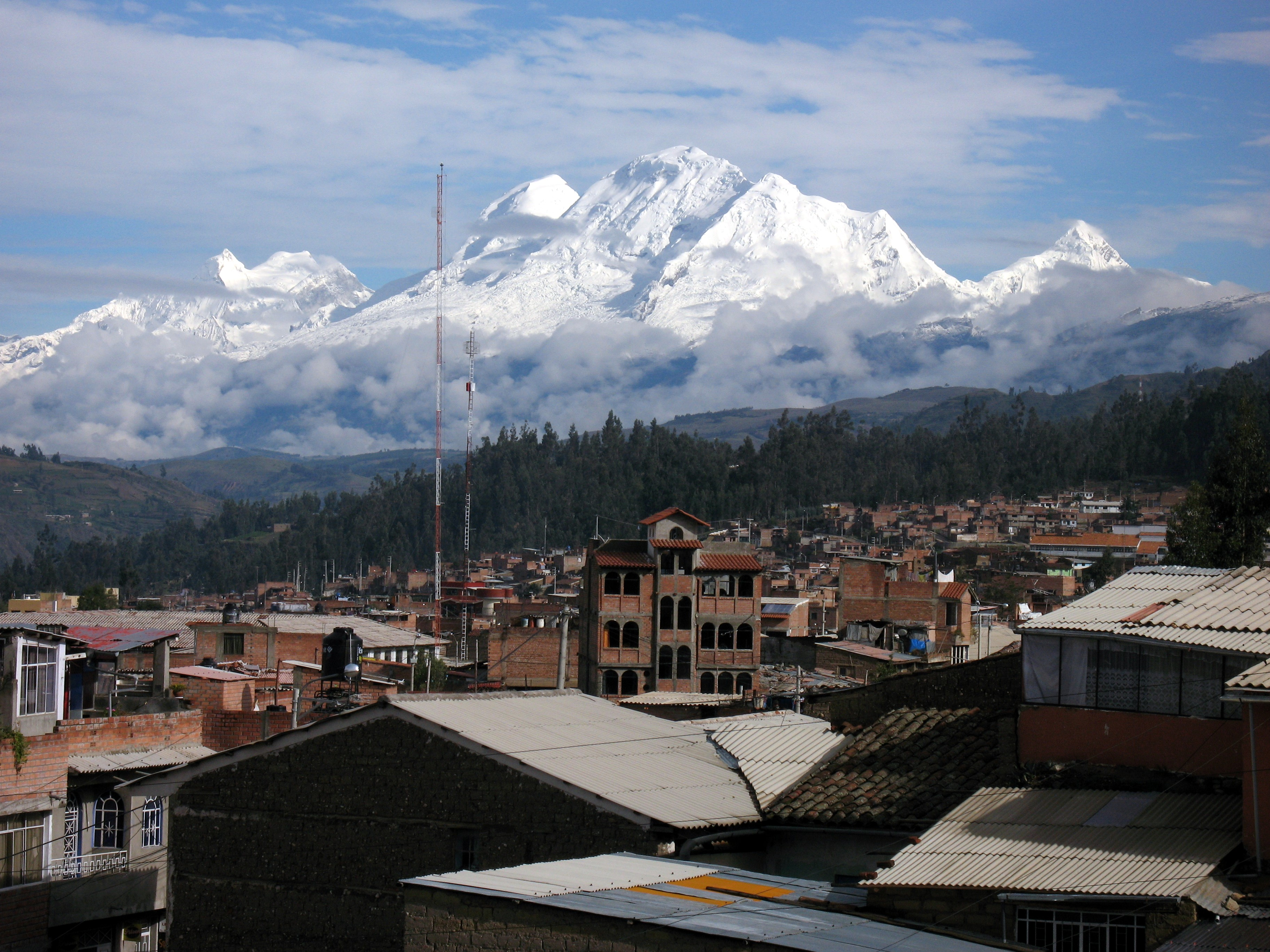
Vista de la ciudad de Huaraz y la cordillera Blanca, en Perú.

A lo largo de la novela, Gerión emprende un proceso de evolución como personaje que le permite encontrarse a sí mismo y asimilar las situaciones que ha experimentado en su vida. De acuerdo al académico Hsiao-chen Chien, esta construcción de su identidad tiene una relación estrecha con la imagen de los volcanes en el texto. Desde el tiempo de su relación con Heracles, los volcanes mantienen una fuerte carga simbólica como representación de las pasiones internas de Gerión. El nacimiento del deseo sexual es descrito como un «fuego [que] se retorció dentro de él», mientras que, luego de que Heracles lo abandona, Gerión siente cómo «las llamas lamieron a lo largo de las tarimas de su interior» y «su corazón y pulmones tornaron en una corteza negra». La ruptura amorosa también representa un momento de quiebre en su desarrollo y da paso a que empiece a explorar su identidad.
El conflicto interno de Gerión está representado por sus alas, que lo incomodan cada vez que intenta esconderlas y que él continúa tratando de negar, como metáfora de su lucha irresoluta por aceptarse a sí mismo. Sus alas representan libertad, pero Gerión aún no se encuentra listo para usarlas. A lo largo de la novela, Gerión intenta constantemente ocultar sus alas del resto de personas por su carácter de símbolo de sus diferencias. El único momento en que las deja libre es cuando se encuentra solo, como en el momento en que toma su primer autorretrato, que titula «¡Sin cola!» y en el que se muestra recostado en la cama en posición fetal mientras despliega sus alas en toda su majestuosidad y el texto las compara con un continente. No obstante, durante el resto del tiempo Gerión prefiere mantener su grandeza mítica oculta del mundo.
Cuando llega a Perú, Gerión se entera por medio de Ancash que su color rojo y sus alas eran prueba de que estaba relacionado con los «Yazcol Yazcamac», hombres sabios que descendían a un volcán cerca de Huaraz y regresaban limpios de toda debilidad. Esta revelación le otorga a Gerión una nueva identidad mitológica y un propósito, distintos a su papel como personaje subordinado en la historia de Heracles. En el penúltimo capítulo de la novela, titulado «Fotografías: #1748», Gerión cumple este rol y vuela al interior del volcán de la leyenda, lo que marca el momento en que alcanza la madurez adulta y acepta las características que lo hacen único. El nombre de este capítulo referencia a un poema de Emily Dickinson que justamente habla sobre un volcán y que finaliza con los versos: «El único secreto que las personas guardan / es la inmortalidad». En el final de la novela, Gerión, Ancash y Heracles visten sus rostros con esta «inmortalidad», mientras Gerión medita en silencio: «Somos seres maravillosos, somos vecinos del fuego».

## Recepción
La obra tuvo una buena recepción crítica y llevó a la fama literaria a Carson. La reseña del diario británico The Guardian, escrita por el poeta John Kinsella, aclamó la obra y la describió como «uno de los mejores volúmenes de poesía en lengua inglesa de la última década». Entre los aspectos que destacó se cuenta la confluencia intertextual de mitos, cultura popular, comentarios sobre la sexualidad y teoría, que Kinsella alabó como «grandemente logrado». Jeffery Beam, en un artículo de Oyster Boy Review, también aplaudió la novela y la caracterizó como «cinemática» y «homérica en su originalidad». De forma particular elogió la exploración de los deseos románticos de Gerión y las referencias a textos clásicos.
En un artículo publicado en el sitio web Vulture, la periodista estadounidense Kathryn Schulz afirmó que Autobiografía de Rojo era una obra «muy extraña, muy inteligente, intermitentemente divertida y ridículamente hermosa» y se centró en su carácter de novela de aprendizaje sobre la evolución del personaje de Gerión desde su infancia hasta llegar a la adultez. Este aspecto también fue destacado en la reseña del diario español Infolibre, que además recalcó la deconstrucción del mito griego original. La poeta y catedrática Ruth Padel, en una reseña escrita para The New York Times, se refirió a la obra como una «profunda historia de amor» y destacó la mezcla de tono ingenioso y poético, además de la prosa de Carson, que calificó de «sensual y divertida, conmovedora, musical y tierna, brillantemente iluminada». El estilo de la obra también fue elogiado en la reseña de la revista de crítica Kirkus Reviews, que lo caracterizó como innovativo.
El poeta Mark Halliday, en la reseña de Chicago Review, fue más ambivalente en su apreciación. Entre los aspectos que criticó se encuentra la calidad de la versificación de la obra y la extensión de la misma, que afirmó que parecía haber sido «fanáticamente extendida». También barajó la teoría de que Gerión era un alter ego de la propia autora, lo que, de acuerdo a Halliday, convertiría la homosexualidad del personaje en una suerte de apropación por parte de Carson. La reseña de la revista Jacket también fue poco entusiasta. Aunque calificó el inicio del libro como prometedor y encomió el «lirismo conciso» de Carson, afirmó que la narración se volvía aburrida y que su temática central de rechazo amoroso había sido mejor abordado por Carson en obras anteriores.
Entre los reconocimientos que ha recibido se cuenta el Premio A. M. Klein de Poesía de la Quebec Writers' Federation, que obtuvo en su edición de 1998, y una nominación al Premio del Círculo de Críticos Nacional del Libro. La novela ha sido además elogiada por autores como Ocean Vuong y Mónica Ojeda, quien la calificó como su obra literaria favorita.

## Traducciones al español
- Autobiografía de Rojo. Una novela en verso. Anne Carson. Traducción de Tedi López Mills. Editorial Calamus. Consejo Nacional para la Cultura y las Artes. Instituto Nacional de Bellas Artes y Literatura. Primera edición. México, 2009. ISBN 978-607-7622-33-8
- Autobiografía de Rojo. Una novela en verso. Anne Carson. Traducción de Jordi Doce. Editorial Pre-Textos. Valencia.2016. ISBN 978-841-6453-46-7